# 9th Reconnaissance Wing
Le 9th Reconnaissance Wing (9th RW, 9e Escadre de reconnaissance), est une unité de reconnaissance de l'Air Combat Command de l'United States Air Force basée à Beale Air Force Base en Californie.

## Organisation en décembre 2006
- 9th Operations Group
  - 1st Reconnaissance Squadron sur U-2S et TU-2S et Northrop T-38A
  - 12th Reconnaissance Squadron sur Northrop Grumman RQ-4A Global Hawk
  - 99th Reconnaissance Squadron sur Lockheed U-2S
  - 9th Operations Support Squadron

- 9th Mission Support Group
  - 9th Communications Squadron
  - 9th Mission Support Squadron
  - 9th Civil Engineer Squadron
  - 9th Contracting Squadron
  - 9th Logistics Readiness Squadron
  - 9th Security Forces Squadron
  - 9th Services Squadron

- 9th Medical Group
  - 9th Medical Operations Squadron
  - 9th Medical Support Squadron
  - 9th Physiological Support Squadron

- 9th Maintenance Group
  - 9th Maintenance Squadron
  - 9th Aircraft Maintenance Squadron
  - 9th Maintenance Operations Squadron
  - 9th Munitions Squadron

## Historique

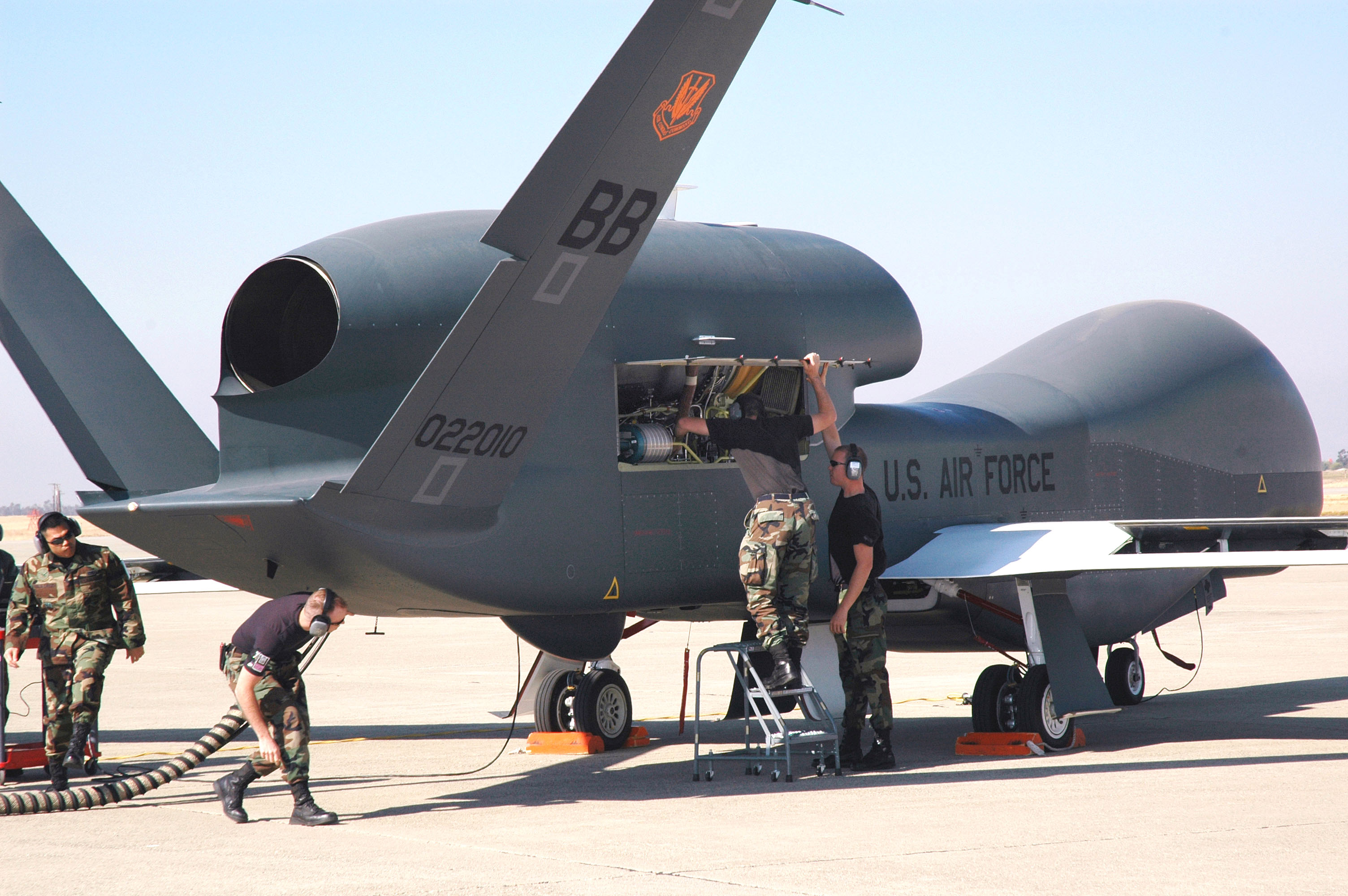
RQ-4A Global Hawk du 9th RW

- 25 avril 1949 : création du 9th Strategic Reconnaissance Wing
- 1er mai 1949 : activation
- 1er avril 1950 : redésigné 9th Bombardment Wing, Heavy
- 2 octobre 1950 : redésigné 9th Bombardment Wing, Medium
- 1er avril 1962 : 9th Strategic Aerospace Wing
- 25 juin 1966 : prend sa mission de reconnaissance actuelle et devient le 9th Strategic Reconnaissance Wing
- 1er septembre 1991 : redésigné 9th Wing
- 1er octobre 1993 : prend sa désignation actuelle de 9th Reconnaissance Wing

## Bases
- Travis Air Force Base (Californie) : 1er mai 1949 - 24 juin 1966
- Beale Air Force Base : 25 juin 1966 -